# 本多忠籌
本多 忠籌（ほんだ ただかず）は、江戸時代中期の大名。江戸幕府の老中格。陸奥国泉藩の第2代藩主。官位は従四位下・弾正大弼、侍従。忠以系本多家5代。寛政の三忠臣の一人と称される。

## 生涯
元文4年（1739年）12月8日、泉藩の初代藩主・本多忠如の長男として江戸下谷の藩邸にて誕生。宝暦4年（1754年）8月29日、父の隠居で家督を継ぐ。同年12月に従五位下弾正少弼に叙位任官される。天明7年（1787年）、若年寄に任じられる。天明8年（1788年）2月2日に側用人に任じられる。5月1日には従四位下弾正大弼に昇叙する。以降、松平定信、松平信明と共に寛政の改革を推進していくことになる。寛政2年（1790年）4月16日には老中格に任ぜられて、侍従に任官した。また、5000石を加増されて城主格になった。
好学の大名であり、佐藤玄明窩（佐藤信淵の父）に経世済民の学を学び、藩政統治に生かそうとした。また、中沢道二に石門心学を学び、善教舎を開設して人心の教化育成に努めた。また、心学を通じて松平定信と親交が生まれることになる。飢饉用の備蓄庫である郷蔵を設置し、堕胎を禁止した。
寛政の改革における幕政に参与し、閣内においては早くから国防の必要性を痛感し、最上徳内の「蝦夷草紙」に影響を受け、蝦夷地を幕府直轄地とし、開拓を進めてロシアの南下政策に対抗すべしと主張した。この主張は蝦夷地は旧来どおり松前藩に統治させるべしとする定信に容れられず、彼の在任中には実現しなかったが、退陣後の文化8年（1811年）に蝦夷地の天領化が実現している。
寛政5年（1793年）7月、徳川治済の賛同のもと、独裁傾向を強める定信の老中解任を実現した。それに伴い老中勝手掛の月番制を導入した。寛政10年（1798年）10月10日、老中職を辞任した。寛政11年（1799年）10月23日に家督を庶長子・忠誠に譲って隠居する。嫡子に次男・忠雄がいたが、忠雄が21歳のときに廃嫡したため、庶子の忠誠に家督を継がせたのである。文化9年（1812年）12月15日に病死した。享年74。

## 系譜
父母
- 本多忠如（父）
- 吉子 ー 松浦篤信の娘（母）

正室
- 富子 ー 松浦誠信の娘

側室
- 里瀬 ー 後藤氏
- 松浦伊右衛門の娘

子女
- 本多忠誠（長男）生母は里瀬（側室）
- 本多忠雄（次男）生母は富子（正室）
- 本多忠堅（三男）生母は里瀬（側室）
- 松浦忠
- 本多忠順（五男）生母は松浦氏（側室）
- 荒木忠純
- 義子 ー 大田原清昭室

## 著作
著書に、紀行文である「霧の海」、「戻り笠」、「こぞの枝折」、「旅日記」など多数ある。

## 参考書籍
- 黒田源六『本多忠籌侯伝』（本多忠籌侯遺徳顕彰会、1942年）